# آری هیکینن
آری هیکینن (فنلاندی: Ari Heikkinen؛ زادهٔ ۸ آوریل ۱۹۵۷) بازیکن فوتبال اهل فنلاند بود.
وی همچنین در تیم ملی فوتبال فنلاند بازی کرده‌است.